# 東オレゴン

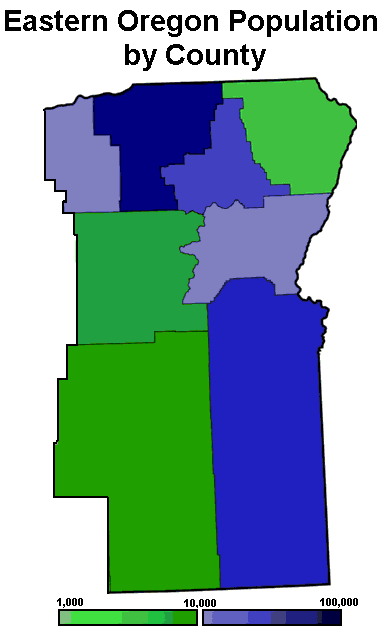
東オレゴン8郡を人口別に色分けした地図

東オレゴン（Eastern Oregon）はアメリカ合衆国オレゴン州の東部地域である。その境界線は公式には発表されていないため、文脈次第である。州の東端にある8郡を指す場合や、カスケード山脈の東側全体を指す場合などがある。東部8郡にある主要な都市は、ベーカーシティ、バーンズ、ハーミストン、ペンドルトン、ジョンデイ、ラグランド、オンタリオなどで、そのうち最大の都市はハーミストンである。8郡のうち人口が最も多いのはユマティラ郡で、2016年の人口調査ではこの地域の人口の74%を占める。主要産業は、輸送業、倉庫業、林業、農業、観光業など。主要な道路は、州間高速道路84号線に加え、国道395号線、97号線、26号線、30号線、20号線が通っている。

## 地理

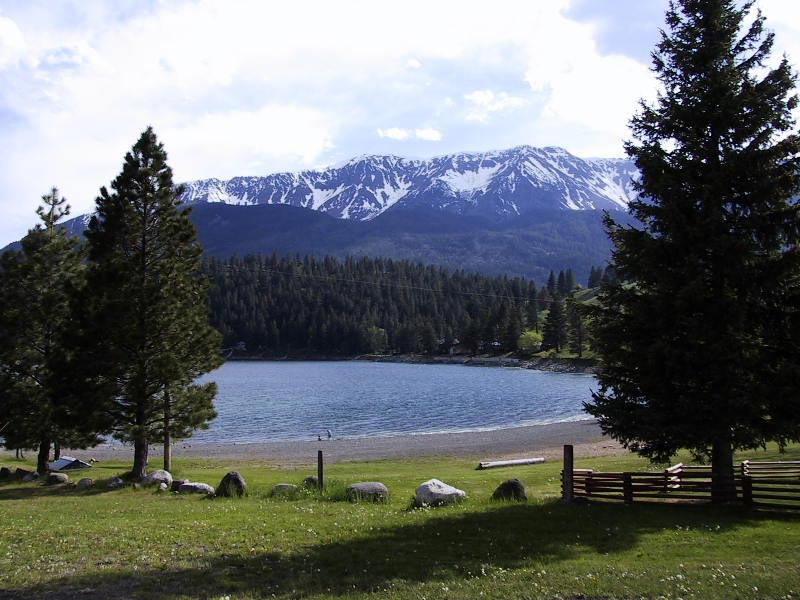
ワローワ郡にある山脈と氷河湖は、観光名所となっている。

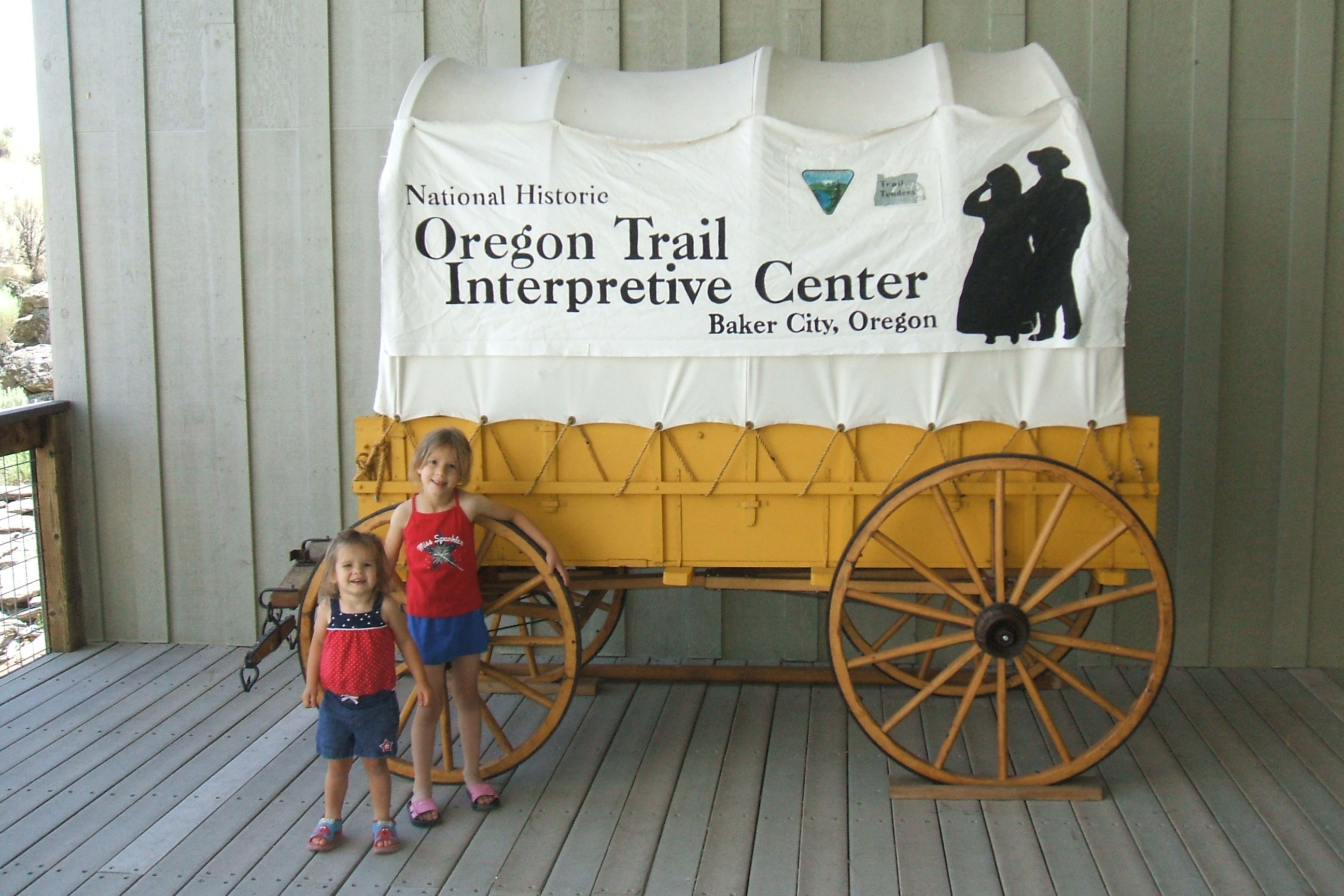
ベーカーシティにある、国立オレゴン・トレイル

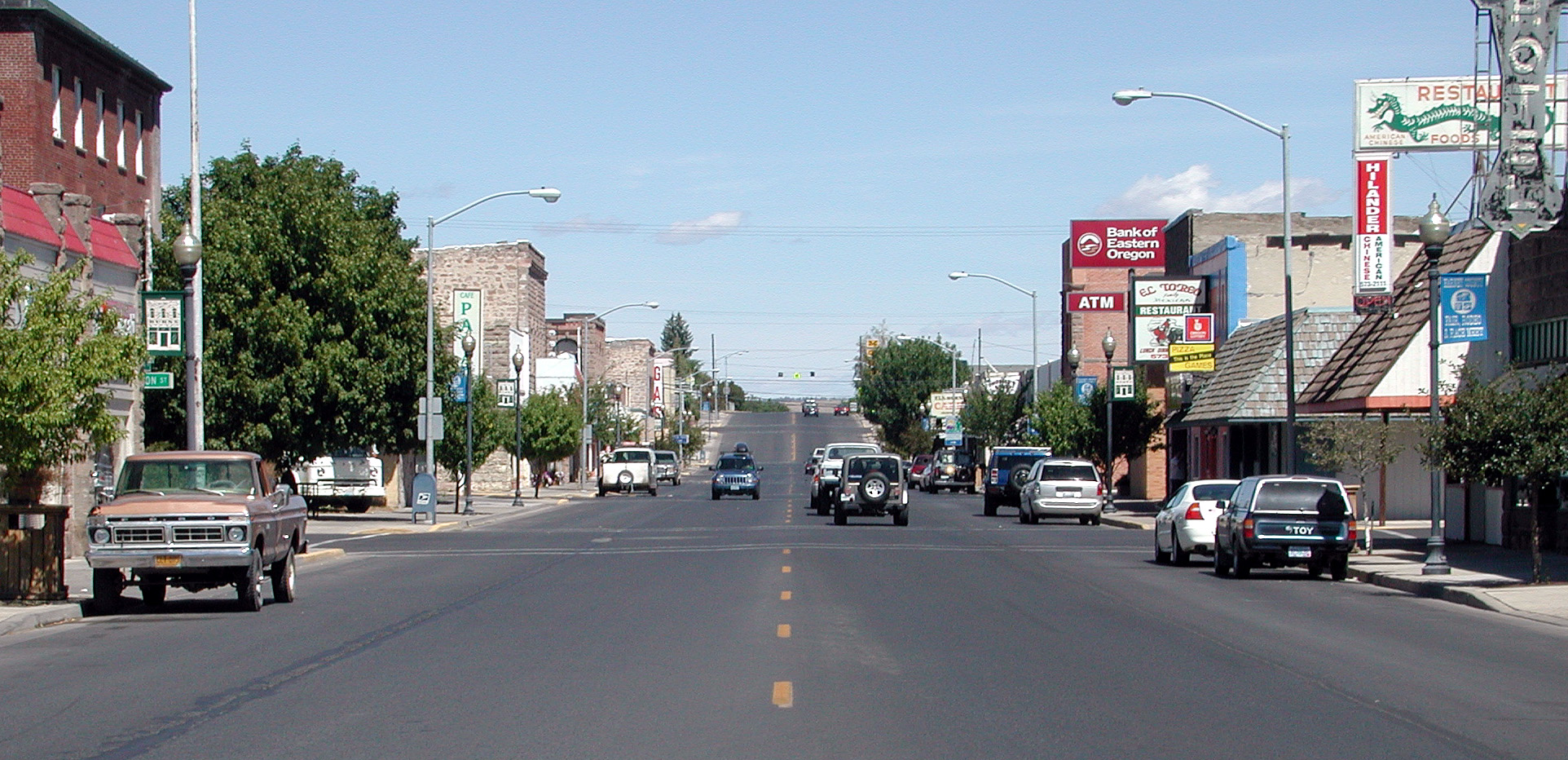
バーンズのダウンタウン

東オレゴン観光教会によると、その領域にはモロー郡、ユマティラ郡、ユニオン郡、ワローワ郡、グラント郡、ベーカー郡、ハーニー郡、マルヒュア郡の8郡が含まれる。また、カスケード山脈の東側全ての地域を指す場合もあるが、その場合にはシャーマン郡、デシューツ郡、ギリアム郡、ジェファーソン郡、クラマス郡、レイク郡、ワスコ郡そしてウィーラー郡も含まれることとなる。

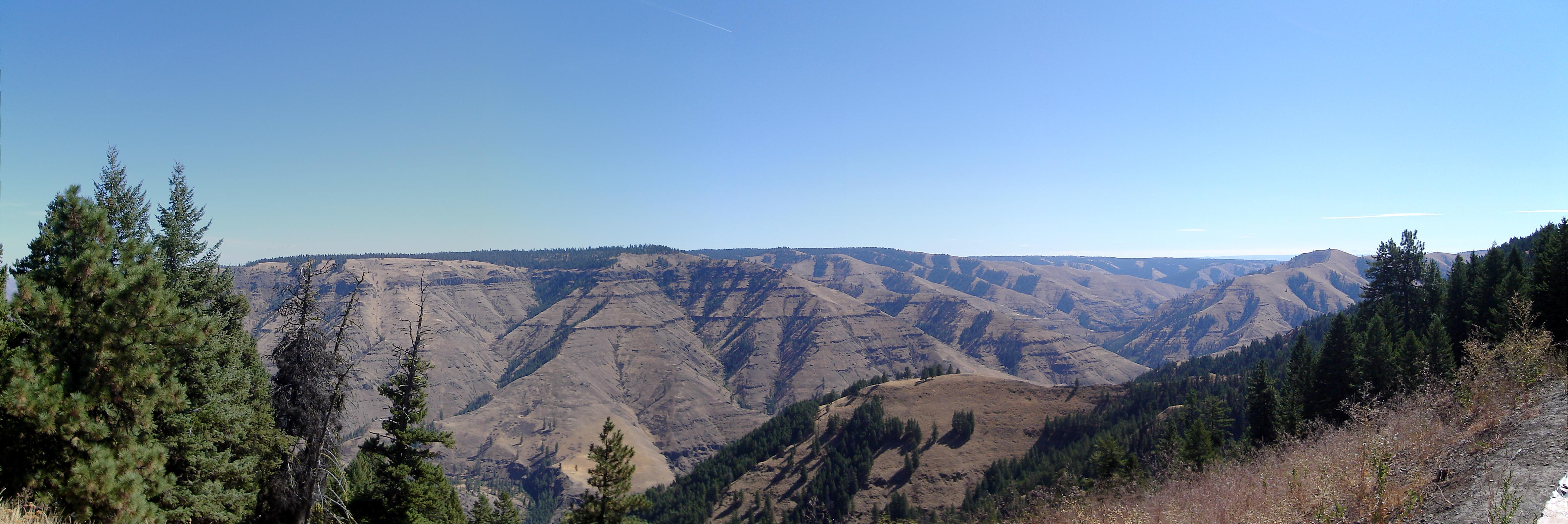
ジョセフ・キャニオン

## 政治
オレゴン州は全体的に青い州だと考えられているが、東オレゴンは西オレゴンに比べて非常に保守的である。2012年の大統領選挙では、共和党候補のミット・ロムニーがこの地域で60%の得票を得た。
東部と西部の政治的な分断により、東部に住む人たちは自分たちの地域が西部に住む多数派によって政治的に支配されて、自分たちの意見が無視されていると考えるようになった。2008年現在では、東オレゴン住民は51番目の州として合衆国に加盟する運動を続けている。これらの活動は、ジェファーソン地域やカスカディアなどの活動と類似している。

## 都市
東部8郡にある主要都市は以下の通り。
| 順位 | 市                       | 人口 （2018） | 郡         |
| ---- | ------------------------ | ------------- | ---------- |
| 1    | ハーミストン             | 18,200        | ユマティラ |
| 2    | ペンドルトン             | 16,810        | ユマティラ |
| ３   | ラグランド               | 13,340        | ユニオン   |
| 4    | オンタリオ               | 11,470        | マルヒュア |
| 5    | ベイカーシティ           | 9,890         | ベイカー   |
| 6    | ユマティラ               | 7,320         | ユマティラ |
| 7    | ミルトンフリーウォーター | 7,105         | ユマティラ |
| 8    | ボードマン               | 3,690         | モロー     |
| 9    | ニッサ                   | 3,310         | マルヒュア |
| 10   | バーンズ                 | 2,830         | ハーニー   |
| 11   | スタンフィールド         | 2,185         | ユマティラ |
| 12   | ユニオン                 | 2,160         | ユニオン   |
| 13   | イリゴン                 | 1,990         | モロー     |
| 14   | エンタープライズ         | 1,985         | ワローワ   |
| 15   | ヴェイル                 | 1,950         | マルヒュア |

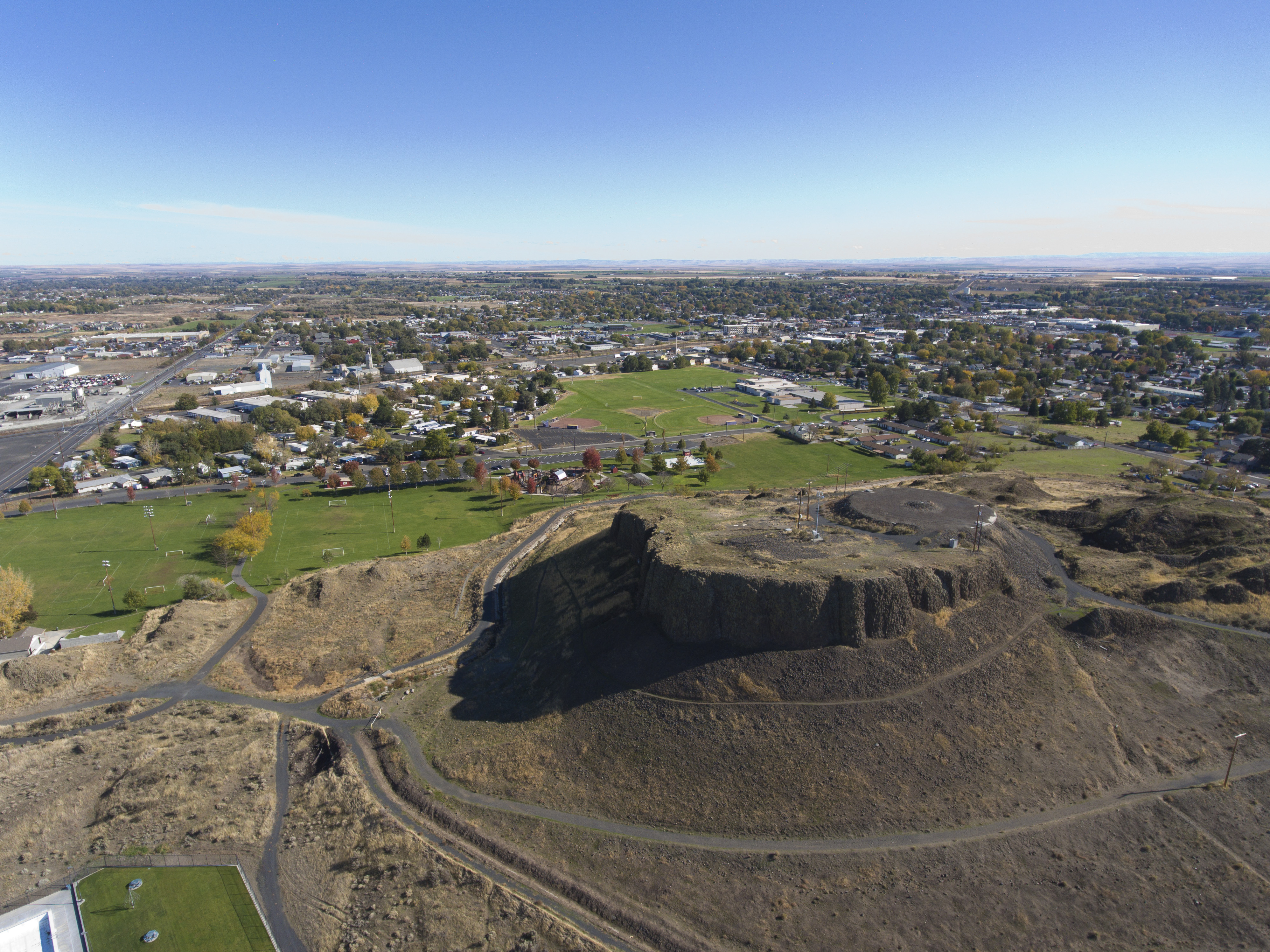
ハーミストン中央部にあるハーミストン・ビュート

東オレゴンの境界をカスケード山脈まで伸ばすと、ベンド、レドモンド、クラマスフォールズの3つがこの地域最大の都市圏となる。

## 気候
太平洋に面した海洋性の西オレゴンの気候に比べて、東オレゴンは乾燥した大陸性の気候であり、気温の年較差が非常に大きい。また、ウィラメットバレーとは異なり、東オレゴンでは冬の降雪量が非常に大きい。また、レドモンド近郊など一部の地域は砂漠となっており、年間降水量が10インチ（250ミリ）に満たない。この地域の砂漠はカスケード山脈の雨陰によるものである。マツとネズの森林が東オレゴンの総面積の35%を占め、数多くの山脈が存在する。

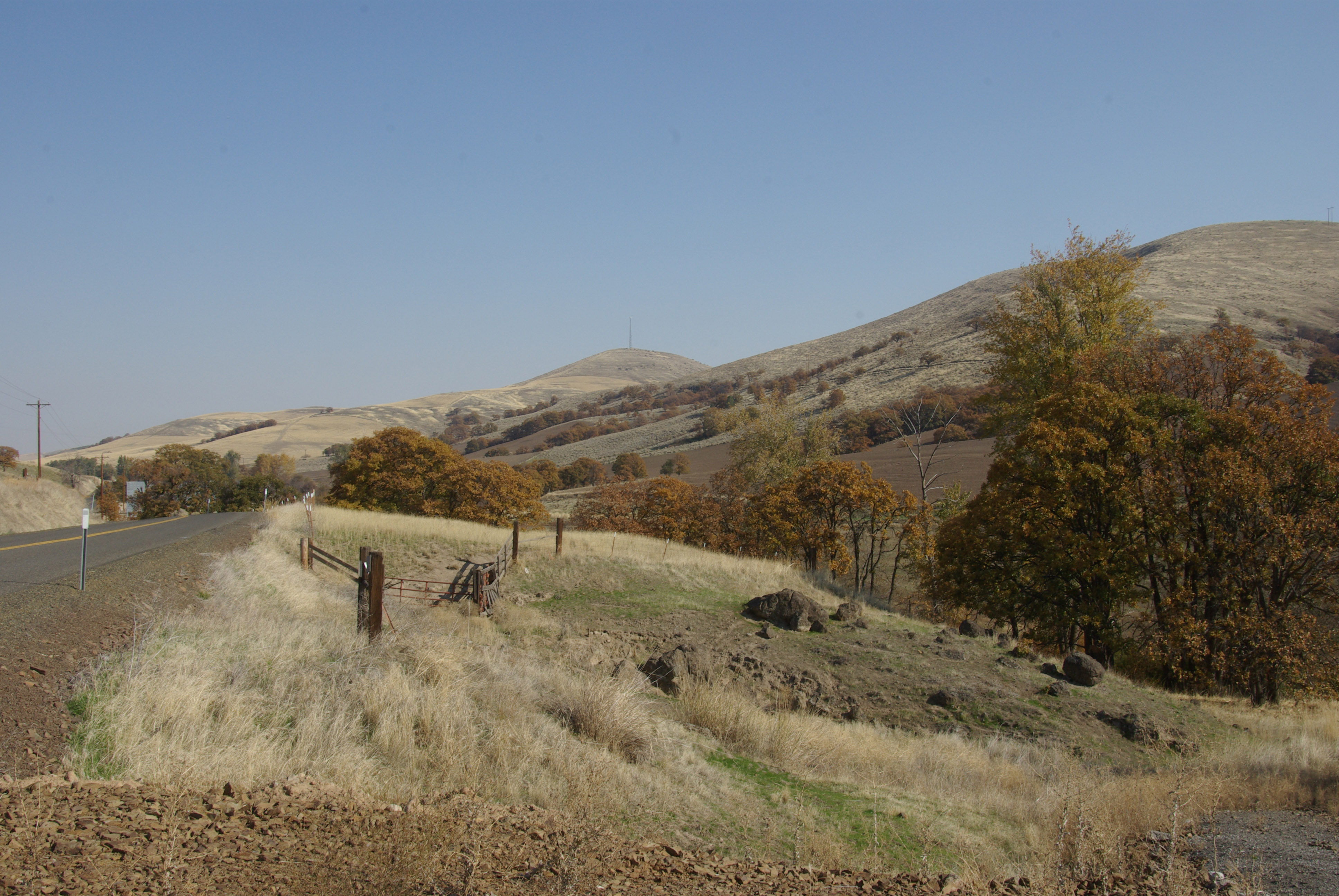
ワスコ郡中央部にある小麦栽培地域の西端

## 経済
この地域の主な経済は農業によって成り立っている。かつては林業、鉱業も主要な産業であったが、ここ数十年で衰退してしまった。一方で、エコツーリズムなどの観光業が発展しつつある。ワスコ郡中心部から東へユマティラ郡まで続くコロンビア川台地は、この地域の主要な小麦産地である。この地域には黄土と呼ばれる豊かな土壌が広がっており、コロンビア台地を世界で最も重要な小麦生産地にしている。一方で、この小麦生産地の南部では牧畜も同時に行われているため、灌漑を利用して牧草のアルファルファを育てている。

## レジャー
東オレゴンでは、スキー、ラフティング、ハイキングなどのレジャーが盛んに行われている。
アンソニー・レイク・スキー場はこの地域で最大のスキー・リゾートである。ブルー・マウンテンズにあるユマティラ国有林内のスパウト・スプリングス・スキー場も家族連れに人気である。